# Messoyakha
Le champ de gaz de Messoyakha est situé au nord du bassin sibérien et est notamment remarquable par la présence avérée d'hydrates de méthane.

## Historique
L'exploitation du gisement a débuté en 1970 et s'est interrompue entre 1978 et 1980 pour reprendre jusqu'à maintenant. Durant cet arrêt la pression du réservoir a augmenté, ce qui semblerait attester d'une décomposition de la couche d'hydrates en gaz naturel, consécutive à la dépressurisation du réservoir lors de la première exploitation du gisement.